# Kosovarische Männer-Handballnationalmannschaft
Die kosovarische Männer-Handballnationalmannschaft repräsentiert den Handballverband des Kosovo als Auswahlmannschaft auf internationaler Ebene bei Länderspielen im Handball gegen Mannschaften anderer nationaler Verbände.

## Geschichte
Am 17. Februar 2008 proklamierte das Parlament des Kosovo die Unabhängigkeit des Territoriums von Serbien. Seit 2014 ist der kosovarische Handballverband Mitglied in der Europäischen Handballföderation (EHF) und der Internationalen Handballföderation (IHF). Um den Handball im Kosovo weiterzuentwickeln, nahm die Auswahl zweimal an der IHF Emerging Nations Championship teil, die sie bei der ersten Austragung 2015 selbst ausrichtete.

## Internationale Großereignisse

### Olympische Spiele
- Olympische Spiele 2016: nicht qualifiziert
- Olympische Spiele 2020: nicht qualifiziert

### Weltmeisterschaften
- Weltmeisterschaft 2015: nicht qualifiziert
- Weltmeisterschaft 2017: nicht qualifiziert
- Weltmeisterschaft 2019: nicht qualifiziert
- Weltmeisterschaft 2021: nicht qualifiziert
- Weltmeisterschaft 2023: nicht qualifiziert

### Europameisterschaften
- Europameisterschaft 2016: nicht qualifiziert
- Europameisterschaft 2018: nicht qualifiziert
- Europameisterschaft 2020: nicht qualifiziert
- Europameisterschaft 2022: nicht qualifiziert
- Europameisterschaft 2024: nicht qualifiziert

## Weitere Turnierteilnahmen

### IHF Emerging Nations Championship
Bei der IHF Emerging Nations Championship, einem von der Internationalen Handballföderation (IHF) ausgerichteten Turnier für zu entwickelnde Handballnationen, erreichte die Auswahl folgende Platzierungen:
- IHF Emerging Nations Championship 2015: 3. Platz (von 16 Mannschaften)
- IHF Emerging Nations Championship 2017: 3. Platz (von 16 Mannschaften)

## Bisherige Trainer
| Zeitraum   | Nation     | Trainer        |
| ---------- | ---------- | -------------- |
| 2014–2015  | Kosovo     | Alfred Llazari |
| 2015–2016  | Kosovo     | Taib Kabashi   |
| 2016–2021  | Australien | Taip Ramadani  |
| 2020–2021* | Spanien    | Javier Cabanas |
| 2021–heute | /          | Bujar Qerimi   |

Anmk.: Auf Grund der strikten Reisebestimmungen in Australien während der COVID-19-Pandemie übernahm der Spanier Javier Cabanas das Traineramt interimsweise von Taip Ramadani.